# عزلة بني أحمد (ريمة)

تعديل مصدري - تعديل

عزلة بني احمد هي إحدى عزل مديرية الجعفرية في محافظة ريمة اليمنية ويبلغ تعداد سكانها 9051 نسمة حسب التعداد السكاني في اليمن لعام 2004.